# Словник українських наукових і народних назв судинних рослин
Словник українських наукових і народних назв судинних рослин — словник, укладений українським науковцем Юрієм Кобівом, виданий видавництвом «Наукова думка» 2004 року. Входить до міжвидавничої серії словників і розмовників української мови «Словники України». До словника увійшли близько 40 тисяч народних назв судинних рослин та понад 10 тисяч таксонів різного рангу.

## Створення

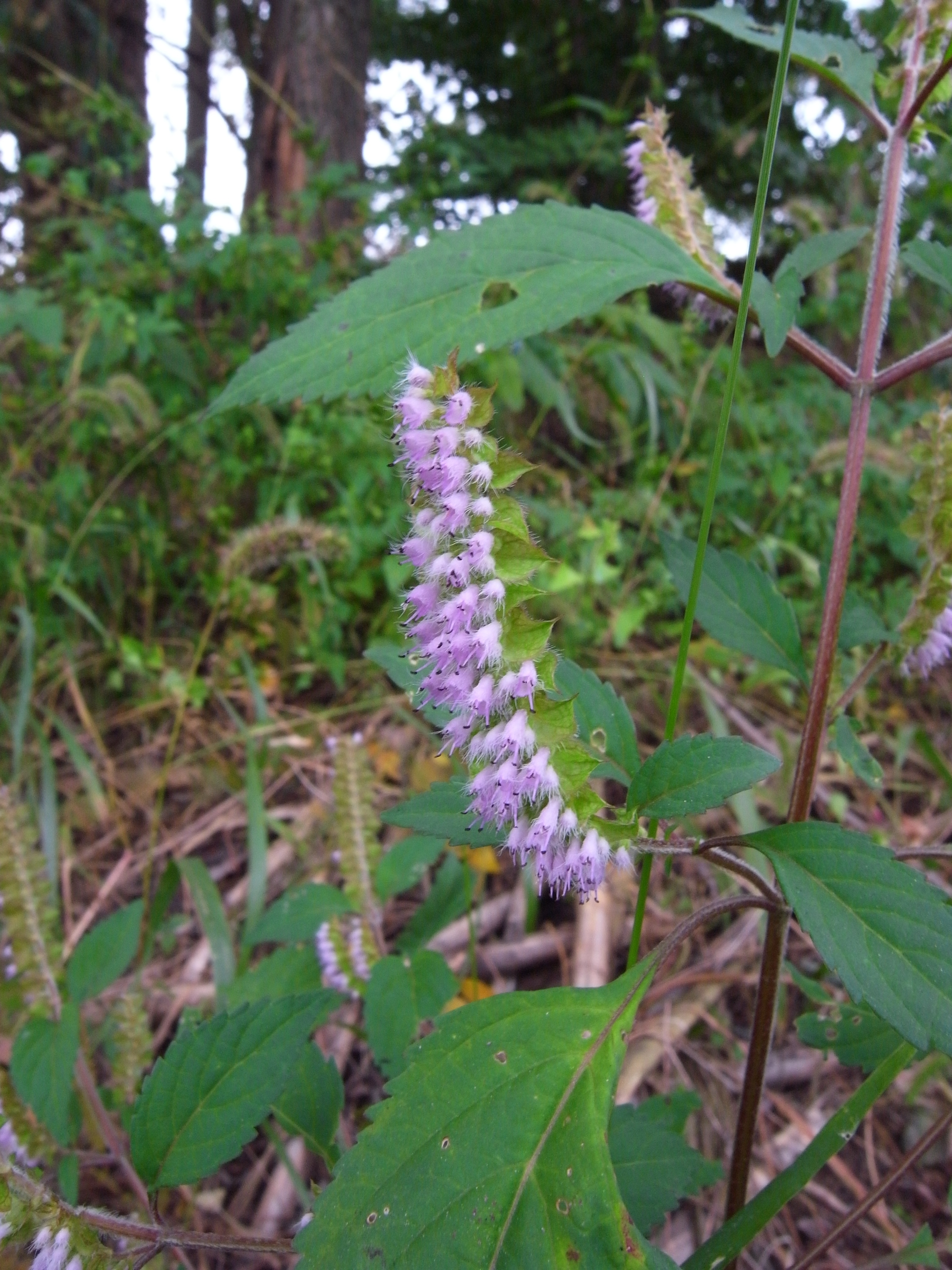
Бджоляна трава війчаста, для якої в словнику наведено 12 народних назв, зокрема, почаївське зілля

Ідея укладення такого словника в Юрія Кобіва виникла в 1988 році, коли він дізнався, що радянська влада дуже спотворювала офіційні назви українських рослин. Після здобуття Україною незалежності, з'явилися умови для проведення роботи над словником на професійній основі. Його укладання відбувалося на базі Інституту екології Карпат НАН України за підтримки тодішнього директора Михайла Голубця. Основна робота над підготовкою тривала 5 років під наглядом професора Костянтина Малиновського.

## Народні назви
У словнику наведені численні народні назви судинних рослин, що були зібрані завдяки дослідженню публікацій та опитуванню населення. Це дозволило сформувати систему українських наукових назв. Окрім того, у словнику відображені регіони походження народних назв рослин.

## Наукові назви
Латинські назви, що наведені в словнику, враховують традиційну для України монотипну таксономічну систему, а також політипну таксономічну систему, взяту із кембридзької 5-томної енциклопедії рослин Flora Europaea (2001).

## Значення
Левко Полюга бачить цінність роботи з погляду лексикографії насамперед у тому, що в словнику, на підставі аналізу вживаних народних назв, запропоновано нову систему української наукової ботанічної номенклатури. Для створення такої системи довелося вибрати найвідповідніші наукові назви та узагальнити увесь масив українського наукового назовництва і номенклатури народних назв судинних рослин. Автор цілеспрямовано вилучав з української номенклатури штучні запозичення, очищав її від шкідливих впливів чужих мов, — не лише російської (що зрозуміло), але й невиправдано латинізованих назв при існуванні питомо українських назв. У латинсько-українській частині за реєстровим словом латинської назви наводиться рекомендована українська назва і далі решта українських назв, поширених в українських говорах у розмаїтті фонетичних, морфологічних, словотворчих і лексичних варіантів, причому кожен із цих варіантів супроводжує скорочена назва джерела, де опубліковано відповідну лексему. Рецензент висловлює подив щодо величини масиву опрацьованого матеріалу, адже кількість посилань на літературні та респондентські джерела становить 85 тис..
Євгенія Карпіловська у своїй рецензії наголошує, що в матеріалі словника крізь власне мовну тканину в найменуваннях прозирає народна психологія, сприйняття довкілля, осмислення впливу на людину рослинного світу, його участі в житті й діяльності українців. Завдяки систематизованому у словнику матеріалові, всебічній паспортизації назв за джерелами, а на їхній основі — за регіональними особливостями назв, наведеними у словнику, читач дістає змогу з'ясувати, які саме властивості окремих рослин українці знали та вибирали для означення тієї чи іншої рослини, які її ознаки покладено в основу окремих назв. Вона вважає, що «вихід „Словника українських наукових і народних назв судинних рослин“ Юрія Кобова у світ — це не лише данина пам'яті всіх, хто збирав і опрацьовував українську ботанічну лексику та виробляв українську наукову ботанічну номенклатуру, а й важливий і перспективний внесок до сучасного українського професійного лексикону».
А голова київського осередку Українського термінологічного товариства Євген Мейнарович вважає вихід словника термінологічною подією, яка «закладає підвалини майбутніх різноманітних словників та довідників на цю тему». За його твердженням «Ю. Кобів прискіпливо й критично опрацював і зібрав докупи відомості з усіх можливих джерел — словників, термінознавчих праць, наукових монографій, підручників з біології, мовознавчих розвідок тощо — від найдавніших до сучасних. Розкидану й безсистемну масу даних він упорядкував і подав користувачеві у формі, найзручнішій з огляду на пошук і оптимальній під кутом зору обсягу.»

## Електронний формат
Словник інтегрований в електронну систему «Словники України», а у Вікіпедії існує спеціальний шаблон {{Кобів||}}, у першій секції якого зазначене прізвище автора, а у двох наступних послідовно вводиться латинська назва, після чого спрацьовує посилання безпосередньо на статтю словника про конкретну рослину.